# Noskon

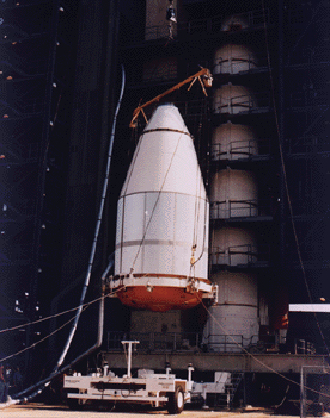
En noskon tillverkad inom ramen för Voyagerprogrammet, fäst på toppen av en Titan III/Centaur rymdraket.

En noskon är den översta konformade delen på raketer och andra farkoster. Noskonen är ofta en separat avskiljbar del i eller under vilken man kan placera olika sorters utrustning. I raketer som medför satelliter eller exempelvis kärnladdningar skyddas dessa ofta just av noskonen som då skjuts iväg eller öppnas innan lasten frigörs från sin bärraket. Noskonen kan också medföra mätinstrument och eller en fallskärm avsedd för raketen eller konen själv beroende på dess konstruktion. Termen noskon används också för det främsta partiet hos både flygplan och formelbilar.